# Indigofera aristata
Indigofera aristata är en ärtväxtart som beskrevs av Spreng.. Indigofera aristata ingår i släktet indigosläktet, och familjen ärtväxter. Inga underarter finns listade i Catalogue of Life.